# Vuelta a Costa Rica 2012
La 48.ª edición de la competición ciclista Vuelta a Costa Rica, se disputó desde el 17 hasta el 29 de diciembre de 2012. El recorrido comprendió 12 etapas totalizando 1.430 km.
Perteneció al UCI America Tour 2012-2013 y fue la quinta competición del calendario ciclista internacional americano.
El ganador fue el colombiano Óscar Sánchez del equipo GW Shimano. Fue acompañado en el podio por los costarricenses Román Villalobos (JPS-Giant) y Fabricio Quirós (BCR-Pizza Hut).
En las clasificaciones secundarias, Sánchez también ganó la de la montaña y por puntos. El GW Shimano ganó por equipos, mientras que las metas volantes fueron para el cubano Arnold Alcolea, la clasificación sub-23 para Villalobos.

## Equipos participantes
Diez equipos tomaron la partida, siendo 5 de Costa Rica y 5 extranjeros. En los locales el equipo Coopenae-Economy-Gallo Bikes contó con la presencia del anterior campeón José Adrián Bonilla y del ganador en 2008, Gregory Brenes, aunque ambos no estuvieron al nivel esperado y finalizaron muy lejos en la general. Juan Carlos Rojas, (doble campeón 2005 y 2010) fue el jefe de filas del JPS-Giant y estuvo 3.º en la general hasta la penúltima etapa, cuando a causa de una caída debió abandonar la competición. BCR-Pizza Hut con un equipo muy joven, logró colocar a 4 integrantes en la lista de los diez primeros y Fabricio Quirós fue el más destacado en la 3.ª ubicación
Los equipos extranjeros, dos fueron colombianos, uno chileno y las selecciones de Cuba y Guatemala. El más destacado fue el GW Shimano (Colombia) con el ganador Óscar Sánchez. También participó Marlon Pérez, quién retornó al equipo y ganó dos etapas. En Cuba se destacó Arnold Alcolea, ganador de 3 etapas en versiones anteriores del giro Tico, y ganador de la clasificación de metas volantes en esta edición.
| - BCR-Pizza Hut - Coronado-Hotel Los Lagos-Bufete G&A - Economy-Gallo Bikes - Frijoles Tierníticos - JPS-Giant | - Clos de Pirque-Trek - GW Shimano - Boyacá Pro Cycling-Fruterías Patty - Selección de Cuba - Selección de Guatemala |

## Etapas
La carrera partió en La Sabana rumbo a la provincia de Limón. La 2.ª etapa salió de Limón y tuvo final en Guápiles.
En la tercera jornada se realizó una contrarreloj individual de 28,8 km, saliendo de Ticabán y finalizando en Guápiles. En la cuarta etapa se llegó a la montaña iniciando en Guápiles y concluyendo en Paraíso de Cartago.
Desde San José partió la 5.ª etapa hacia Cañas y la sexta retornó desde Cañas con final en Grecia, única etapa con llegada en alto. La 7.ª fue una cronoescalada de 18 km desde San Pedro de Poás hasta el Centro Turístico CoopePoas en el volcán Poás.
El 24 de diciembre fue el día de descanso y al día siguiente se retomó con el Circuito Presidente en Heredia. La 9.ª etapa partió en la costa del Pacífico, en Jacó rumbo a Pérez Zeledón y la 10.ª fue en circuito carretero que se recorrió en 4 oportunidades en las cercanías de Ciudad Cortés (Osa). La 11.ª se disputó en un recorrido entre San Ramón Sur de Pérez Zeledón y Pejibaye de Pérez Zeledón.
En la última etapa se realizó desde San Isidro del General a San José, pasando por el Cerro de la Muerte.
| Etapa | Fecha | Recorrido                              | Km         | Ganador           | Líder           |
| 1.ª   | 17/12 | La Sabana-Puerto Limón                 | 155,9      | Gonzalo Garrido   | Gonzalo Garrido |
| 2.ª   | 18/12 | Puerto Limón-Guápiles                  | 178,6      | Paulo Vargas      | Gonzalo Garrido |
| 3.ª   | 19/12 | Ticabán-Guápiles                       | 28,8 (CRI) | Marlon Pérez      | Jonathan Millán |
| 4.ª   | 20/12 | Guápiles-Paraíso de Cartago            | 138,9      | César Rojas       | Jonathan Millán |
| 5.ª   | 21/12 | San José-Cañas                         | 161,5      | Óscar Sánchez     | Jonathan Millán |
| 6.ª   | 22/12 | Cañas-Grecia                           | 140,1      | César Rojas       | Jonathan Millán |
| 7.ª   | 23/12 | Cronoescalada Volcán Poás              | 18 (CRI)   | Óscar Sánchez     | Óscar Sánchez   |
|       | 24/12 | Descanso                               |            |                   |                 |
| 8.ª   | 25/12 | Circuito Presidente en Heredia         | 118,4      | Nieves Carrasco   | Óscar Sánchez   |
| 9.ª   | 26/12 | Jacó-Pérez Zeledón                     | 143,1      | Marlon Pérez      | Óscar Sánchez   |
| 10.ª  | 27/12 | Circuito en Osa                        | 121,5      | Nieves Carrasco   | Óscar Sánchez   |
| 11.ª  | 28/12 | San Ramón Sur-Pejibaye (Pérez Zeledón) | 90,2       | Paulo Vargas      | Óscar Sánchez   |
| 12.ª  | 29/12 | San Isidro de El General-San José      | 134,8      | Steven Villalobos | Óscar Sánchez   |

## Clasificaciones

### Clasificación general
| Posición            | Ciclista              | Equipo                 | Tiempo           |
| ------------------- | --------------------- | ---------------------- | ---------------- |
| Líder de la general | Óscar Eduardo Sánchez | GW Shimano             | 36 h 38 min 20 s |
| 2.º                 | Román Villalobos      | JPS-Giant              | a 54 s           |
| 3.º                 | Fabricio Quirós       | BCR-Pizza Hut          | a 4 min 02 s     |
| 4.º                 | Allan Morales         | BCR-Pizza Hut          | a 7 min 40 s     |
| 5.º                 | Edwin Parra           | GW Shimano             | a 7 min 57 s     |
| 6.º                 | Steven Villalobos     | Coronado               | a 8 min 43 s     |
| 7.º                 | Arnold Alcolea        | Cuba                   | a 9 min 08 s     |
| 8.º                 | Pablo Mudarra         | BCR-Pizza Hut          | a 9 min 31 s     |
| 9.º                 | Paulo Vargas          | BCR-Pizza Hut          | a 10 min 27 s    |
| 10.º                | Marconi Durán         | Coopenae-Economy-Gallo | a 10 min 52 s    |

### Clasificación por puntos
| Posición         | Ciclista              | Equipo        | Puntos |
| ---------------- | --------------------- | ------------- | ------ |
| Líder por puntos | Óscar Eduardo Sánchez | GW Shimano    | 173    |
| 2.º              | Fabricio Quirós       | BCR-Pizza Hut | 125    |
| 3.º              | Arnold Alcolea        | Cuba          | 124    |

### Clasificación de la montaña
| Posición            | Ciclista              | Equipo     | Puntos |
| ------------------- | --------------------- | ---------- | ------ |
| Líder de la montaña | Óscar Eduardo Sánchez | GW Shimano | 35     |
| 2.º                 | Joseph Chavarría      | JPS-Giant  | 25     |
| 3.º                 | Juan Carlos Rojas     | JPS-Giant  | 20     |

### Clasificación de las metas volantes
| Posición                    | Ciclista         | Equipo    | Puntos |
| --------------------------- | ---------------- | --------- | ------ |
| Líder de las metas volantes | Arnold Alcolea   | Cuba      | 37     |
| 2.º                         | José Vega        | JPS-Giant | 30     |
| 3.º                         | Yasmani Martínez | Cuba      | 24     |

### Clasificación Sub-23
| Posición            | Ciclista         | Equipo        | Puntos           |
| ------------------- | ---------------- | ------------- | ---------------- |
| Líder de los sub-23 | Román Villalobos | JPS-Giant     | 36 h 39 min 14 s |
| 2.º                 | Fabricio Quirós  | BCR-Pizza Hut | a 3 min 08 s     |
| 3.º                 | Pablo Mudarra    | BCR-Pizza Hut | a 8 min 37 s     |

### Clasificación por equipos
| Posición          | Equipo                   | Tiempo            |
| ----------------- | ------------------------ | ----------------- |
| Líder por equipos | GW Shimano               | 106 h 02 min 03 s |
| 2.º               | BCR-Pizza Hut            | a 8 min 58 s      |
| 3.º               | JPS-Giant                | a 12 min 14 s     |
| 4.º               | Coronado-Hotel Los Lagos | a 38 min 25 s     |
| 5.º               | Selección de Cuba        | a 49 min 40 s     |

## UCI America Tour
La carrera al estar integrada al calendario internacional americano 2012-2013 otorgó puntos para dicho campeonato. El baremo de puntuación es el siguiente:
| Posición                    | 1.º | 2.º | 3.º | 4.º | 5.º | 6.º | 7.º | 8.º |
| Clasificación general final | 40  | 30  | 16  | 12  | 10  | 8   | 6   | 3   |
| Por etapa                   | 8   | 5   | 2   |     |     |     |     |     |
| Líder general por etapa     | 4   |     |     |     |     |     |     |     |

### Clasificación individual
El reparto de puntos fue de la siguiente forma:
| Ciclista          | Equipo               | Puntos por la clasificación final | Puntos de etapa | Puntos de líder | Total |
| ----------------- | -------------------- | --------------------------------- | --------------- | --------------- | ----- |
| Óscar Sánchez     | GW Shimano           | 40                                | 28              | 20              | 88    |
| Román Villalobos  | JPS-Giant            | 30                                | 12              | -               | 42    |
| Fabricio Quirós   | BCR-Pizza Hut        | 16                                | 14              | -               | 30    |
| Arnold Alcolea    | Cuba                 | 6                                 | 22              | -               | 28    |
| Steven Villalobos | Coronado             | 8                                 | 10              | -               | 18    |
| Marlon Pérez      | GW Shimano           | -                                 | 16              | -               | 16    |
| Jonathan Millán   | GW Shimano           | -                                 | -               | 16              | 16    |
| César Rojas       | Frijoles Tierníticos | -                                 | 16              | -               | 16    |
| Paulo Vargas      | BCR-Pizza Hut        | -                                 | 16              | -               | 16    |
| Gonzalo Garrido   | Clos de Pirque       | -                                 | 8               | 8               | 16    |

| Posiciones del 11.º al 22.º | Posiciones del 11.º al 22.º | Posiciones del 11.º al 22.º       | Posiciones del 11.º al 22.º | Posiciones del 11.º al 22.º | Posiciones del 11.º al 22.º |
| Ciclista                    | Equipo                      | Puntos por la clasificación final | Puntos de etapa             | Puntos de líder             | Total                       |
| --------------------------- | --------------------------- | --------------------------------- | --------------------------- | --------------------------- | --------------------------- |
| Nieves Carrasco             | Coronado                    | -                                 | 16                          | -                           | 16                          |
| Allan Morales               | BCR-Pizza Hut               | 12                                | -                           | -                           | 12                          |
| Edwin Parra                 | GW Shimano                  | 10                                | -                           | -                           | 10                          |
| Yasmani Martínez            | Cuba                        | -                                 | 5                           | -                           | 5                           |
| Marco Salas                 | JPS-Giant                   | -                                 | 5                           | -                           | 5                           |
| Pablo Mudarra               | BCR-Pizza Hut               | 3                                 | -                           | -                           | 3                           |
| Francisco Colorado          | GW Shimano                  | -                                 | 2                           | -                           | 2                           |
| Eddie Rendón                | GW Shimano                  | -                                 | 2                           | -                           | 2                           |
| Alder Torres                | Guatemala                   | -                                 | 2                           | -                           | 2                           |
| Juan Carlos Rojas           | JPS-Giant                   | -                                 | 2                           | -                           | 2                           |
| José Luis Rivera            | Clos de Pirque              | -                                 | 2                           | -                           | 2                           |
| José Vega                   | JPS-Giant                   | -                                 | 2                           | -                           | 2                           |

### Clasificación por países
Los países que obtuvieron puntos fueron los siguientes:
| País       | Puntos |
| ---------- | ------ |
| Costa Rica | 162    |
| Colombia   | 134    |
| Cuba       | 33     |
| Chile      | 16     |
| Argentina  | 2      |
| Guatemala  | 2      |